# Henry Snapp
Henry Snapp (* 30. Juni 1822 in Livonia, Livingston County, New York; † 26. November 1895 in Joliet, Illinois) war ein US-amerikanischer Politiker. Zwischen 1871 und 1873 vertrat er den Bundesstaat Illinois im US-Repräsentantenhaus.

## Leben
Im Jahr 1825 zog Henry Snapp mit seinen Eltern nach Rochester, wo er die öffentlichen Schulen besuchte. Seit 1833 lebte er in Homer (Illinois), wo er seine Schulausbildung fortsetzte. Nach einem anschließenden Jurastudium und seiner 1843 erfolgten Zulassung als Rechtsanwalt begann er in Joliet in diesem Beruf zu arbeiten. Gleichzeitig schlug er als Mitglied der Demokratischen Partei eine politische Laufbahn ein. Von 1869 bis 1871 gehörte er dem Senat von Illinois an.
Nach dem Rücktritt des Abgeordneten Burton C. Cook wurde Snapp bei der fälligen Nachwahl für den sechsten Sitz von Illinois als dessen Nachfolger in das US-Repräsentantenhaus in Washington, D.C. gewählt, wo er am 4. Dezember 1871 sein neues Mandat antrat. Da er im Jahr 1872 nicht mehr kandidierte, konnte er bis zum 3. März 1873 nur die laufende Legislaturperiode im Kongress beenden. Nach dem Ende seiner Zeit im US-Repräsentantenhaus praktizierte Henry Snapp wieder als Anwalt in Joliet, wo er am 26. November 1895 starb. Er war der Vater des Kongressabgeordneten Howard M. Snapp (1855–1938).